# Principauté de Neuchâtel
1557–1847
Entités précédentes :
- Comté de Neuchâtel

Entités suivantes :
- État fédéral de 1848

La principauté de Neuchâtel est une ancienne principauté, qui était située sur l’actuel territoire du canton de Neuchâtel au nord-ouest de la Suisse, dans le massif du Jura. Pays allié de la Confédération des XIII cantons puis de celle des XIX cantons, la principauté existe entre le XVIe et le XIXe siècle.

## Histoire
Dès le XVIe siècle, le comté de Neuchâtel et Valangin devient une principauté, statut qui l'a relativement mis en dehors de tous les conflits armés extérieurs.

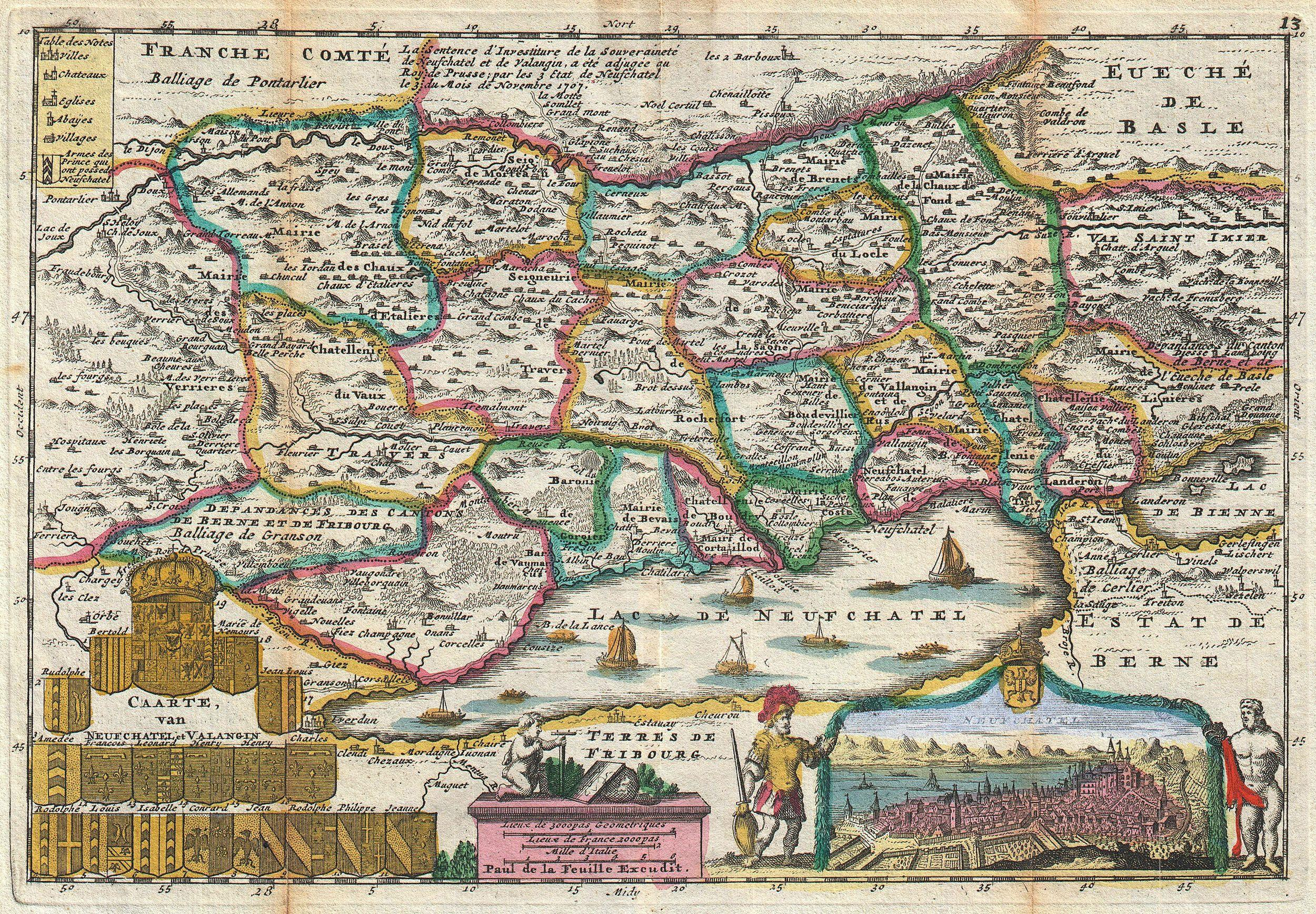
Carte du territoire de Neuchâtel élaborée par Daniel de la Feuille en 1706 et publiée en 1747 par Ratelband.

Dès 1531, Guillaume Farel introduit la Réforme protestante dans le pays. Avec la révocation de l'édit de Nantes, Neuchâtel voit affluer de nombreux huguenots. Le haut du canton commence à se peupler. Les souverains de l'époque, les Orléans-Longueville, notamment Henri II, portèrent beaucoup d'attention à ce coin de pays. Lors du décès, en 1707, de Marie de Nemours, les Neuchâtelois se choisissent comme suzerain le roi de Prusse, l'éloignement géographique leur permettant d'être plus tranquilles. En 1806, Napoléon, après avoir obtenu Neuchâtel par un échange avec le roi de Prusse, remet la principauté au maréchal Louis-Alexandre Berthier. En 1814, le roi de Prusse reprend officiellement possession de la principauté. Neuchâtel est reçu dans la Confédération suisse, avec pleine égalité de droits.
Durant un siècle, la Principauté se développe économiquement, avec l'essor de l'horlogerie et la création de nombreuses manufactures textiles (les indiennes). La Société typographique de Neuchâtel édite durant cette période de nombreux livres interdits en France.
La principauté de Neuchâtel adhère au pacte fédéral en 1814 ; l'acte final du congrès de Vienne le ratifie et reconnaît au roi de Prusse la qualité de prince de Neuchâtel et à Neuchâtel, le statut de canton suisse. Cela signifie pour le canton que, désormais, il pourra choisir lui-même ses dirigeants, magistrats, etc., que, militairement, il sera défendu par la Suisse et qu'il devra se soumettre aux impératifs de celle-ci (envoyer des contingents à sa requête), les échanges commerciaux seront soumis aux exigences suisses (taxe, douanes…) ; mais le canton devra continuer de payer les émoluments au roi de Prusse. Ce n'est qu'avec la révolution du 1er mars 1848 que Neuchâtel perd son statut de principauté en échange de celui de république, pleinement intégrée à la Suisse moderne. Il rompt les liens avec la monarchie prussienne qui ne s'en formalise pas, dans les faits en tout cas, car le traité de 1814 n'a pas officiellement été révoqué. En 1856, à la suite de l'affaire de Neuchâtel, une tentative de coup d'État monarchiste durant laquelle le roi de Prusse menaça de prendre les armes contre Neuchâtel et qui se finit par l'arrestation des putschistes, les dirigeants européens menés par Napoléon III, peu enclins à voir les troupes prussiennes traverser le Rhin, réussirent la médiation qui enleva tout droit sur Neuchâtel au roi de Prusse et accorda définitivement le statut de pays neutre à la Suisse. À partir du 2 mars 1848, jour de la proclamation de la république, on peut dire que, excepté cette affaire neuchâteloise, son histoire se confond avec celle de la Suisse.

## Institutions

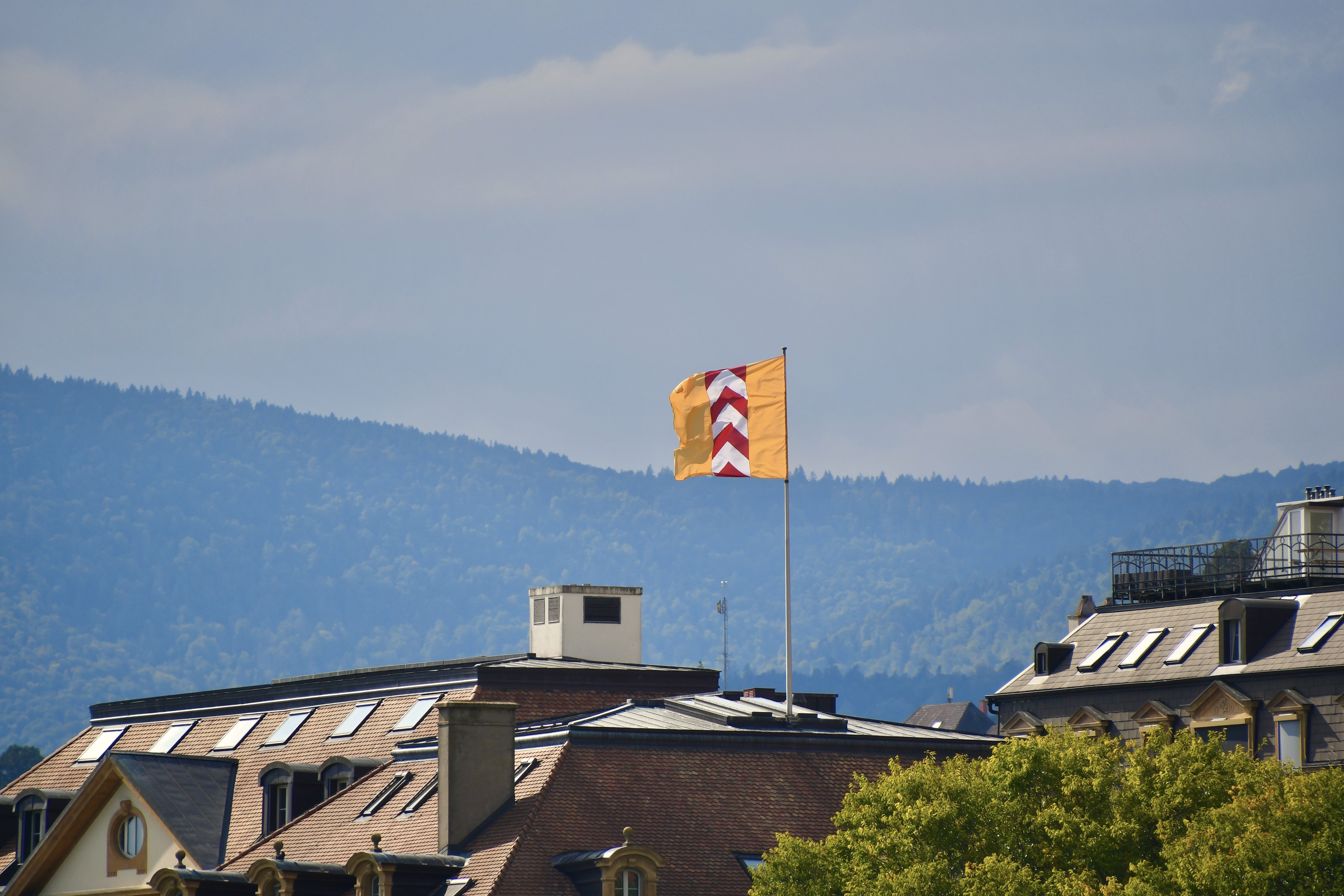
Le drapeau de la principauté.

### Gouverneur
C'est Jeanne de Hochberg qui, la première, à la fin du XVe siècle alors que Neuchâtel est encore un comté, nomme les premiers gouverneurs, chargés de représenter à Neuchâtel un souverain qui ne vient à Neuchâtel qu'en visite. Cette fonction demeure ensuite pendant toute la durée de la Principauté. Les Orléans-Longueville nomment généralement les gouverneurs parmi les membres des grandes familles de cantons catholiques tels que Fribourg ou Soleure. Les Hohenzollern nomment, eux, plutôt des descendants de Huguenots réfugiés en Prusse. Les gouverneurs prussiens sont souvent absents de la principauté, un fait qui change après la restauration de 1815.
Les tâches du gouverneur sont de représenter les intérêts du souverain, présider le Conseil d'État et le Tribunal des Trois-États, résoudre les conflits qui pourraient surgir au sein du Conseil d'État et, théoriquement, exercer le droit de grâce, une prérogative qu'il laisse généralement au Conseil d'État.

### Conseil d'État
L'institution d'un Conseil d'État remonte aux années 1530, avant le début de la principauté, même s'il faut attendre les années 1580 pour qu'il prenne son nom définitif. Cet organe gagne progressivement en importance, passant d'une simple institution consultative au gouvernement de la principauté. Le Conseil d'État dispose de compétences larges allant de la gestion des finances de la principauté aux relations avec les cantons suisses voisins, en passant par d'importantes compétences judiciaires (exercice de la haute justice, nomination des juges dans les différentes juridictions) et le maintien de l'ordre. Les pouvoirs du Conseil d'État déclinent après la restauration de 1815, le retour d'un gouverneur présent dans la principauté et l'instauration successive des Audiences générales, puis du Corps législatif.
Le nombre de membres du Conseil d'État varie fortement d'une époque à l'autre, oscillant entre huit après 1831 et une vingtaine au XVIIIe siècle. Les membres du Conseil d'État sont nommés par le prince, mais sur proposition du Conseil d'État, si bien que l'on peut parler de cooptation. Ce système favorise le népotisme. Les Conseillers d'État sont des personnes issues de familles neuchâteloises, d'abord des vieilles familles féodales, puis également des familles bourgeoises de la ville de Neuchâtel et, enfin, des familles bourgeoises du haut du canton. Entre 1707 et 1806, un quart des Conseillers d'État proviennent des familles de Montmollin et de Chambrier. Les familles bourgeoises siégeant au Conseil d'État sont souvent anoblies par le souverain.

### Audiences générales
En 1815, après la restitution de la principauté de Neuchâtel au royaume de Prusse et son intégration parallèle dans la Confédération suisse, le roi de Prusse crée des Audiences générales dont il nomme la majorité des membres.

### Corps législatif
À la suite de la révolution de Juillet et de l'agitation qu'elle suscite à Neuchâtel, le Corps législatif est institué en 1831 par Frédéric-Guillaume III de Prusse pour remplacer les Audiences générales. Les membres du Corps législatif sont élus au système censitaire. Si l'institution du Corps législatif marque le début d'une séparation des pouvoirs, elle ne convainc pas les Républicains qui se révoltent, sans succès, cette même année. Le Corps législatif disparaît après la révolution de 1848 et est remplacé par le Grand Conseil du canton de Neuchâtel.